# Кару

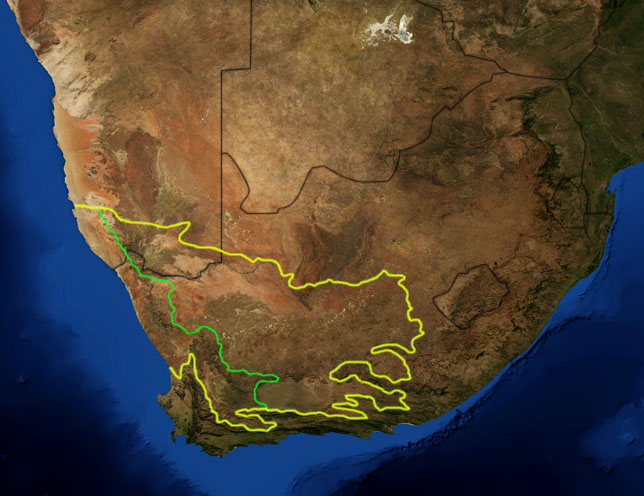
Всемирный фонд дикой природы на территории Карру (на карте в границах жёлтой линии) выделяет два экорегиона (разделены зелёной линией) — Суккулентное Кару (Succulent Karoo) на западе и Нама-Кару (Nama Karoo) на востоке

Кару́, Карру́ (англ. Karoo или Karroo) — засушливый регион на юге Африки, объединяющий полупустынные плато и межгорные впадины к югу от Большого Уступа и долины реки Оранжевая.
Обычно выделяют две основные части с разным рельефом и климатическими условиями: плато Большо́е Кару́ (Большо́е Карру́) (африк. Groot Karoo, Хрут-Кару; англ. Great Karoo) на севере, представляющее собой впадину между Капскими горами и Большим Уступом, и плато Ма́лое Кару́ (Ма́лое Карру́) (африк. Klein Karoo, Клейн-Кару; англ. Little Karoo) на юге — долина в Капских горах в районе Эден. Также выделяют плато Ве́рхнее Кару́ (Ве́рхнее Карру́, африк. Hoë Karoo, Хуэ-Кару; англ. Upper Karoo) — отдельный физико-географический район, являющееся частью более обширного южно-африканского плоскогорья. Регион расположен преимущественно на территории Южно-Африканской Республики, а также прилегающих районах Намибии. Его общая площадь составляет около 395 тыс. км², то есть около трети всей территории ЮАР.
На своей территории, регион также включает два экорегиона которые являются важным очагом биоразнообразия: Суккулентное Кару и Нама-Кару.
Пустыня Карру является одним из двух мировых центров, где сохранилось множество остатков животных и растений пермского периода (второй такой центр — Европейская Россия).

## История освоения
Название «Кару́» имеет койсанское происхождение и является видоизменением слова «karusa», которое означает сухой или бесплодный. Первые европейские переселенцы начали осваивать Капскую землю с 1652 года, однако лишь в 1689 году голландский лейтенант и исследователь Исак Схрейвер (Isaq Schrijver) первым из белых людей по слоновой тропе пересёк горы с юга и попал в долину, позднее в том же году описанную как Клейн-Кару (Малое Кару)[страница не указана 1365 дней]. Первые поселения на территории региона появились во второй половине XVII века — одно из них под названием Албертсбург, ныне город Принс-Альберт, было основано в 1762 году, а второе — Храфф-Рейнет — в 1786 году. Во времена англо-бурской войны (1899—1902) Большое Кару стало местом наступления британских войск, подкреплённых ополчением из Капской колонии, и многочисленных стычек с бурами-партизанами.

## География и климат
Полупустынный регион Кару расположен на юге Африки к северу примерно от 34° ю. ш. и к западу от 27° в. д. На северо-западе в районе 27° ю. ш. полупустыня упирается в береговую зону и плато на юге Намибии, которое в свою очередь переходит в пустыню Намиб. Восточнее Кару граничит с пустыней Калахари. На засушливость региона, который резко выделяется на фоне мягкого средиземноморского климата на востоке, влияют несколько основных факторов. Пояс высокого давления в районе южного тропика испаряет влагу и переносит её на север в сторону экватора, где выпадают обильные осадки. С юга продвижению дождевых облаков препятствуют Капские горы, с севера хребет Большой Уступ. Холодное Бенгельское течение вдоль юго-западного побережья охлаждает температуру и также способствует более сухому климату. Поступление влаги в регион, прежде всего в районы Малого Кару, связано с адвекцией (горизонтальным перемещением воздуха) со стороны тёплого Индийского океана.
Наименее засушливая часть региона — Малое Кару — представляет собой глубокую долину в Капских горах между горами Лангеберге на юге и Свартберге на севере на высоте 300—600 м над уровнем моря. Длина долины 245 км, средняя ширина около 48 км. Годовое количество осадков варьирует в пределах от 400 мм на склонах гор до 130 мм на дне долин. Населённые пункты сосредоточены в долинах рек Гауритс, Хрут, Тоус, Улифантс и Камманасси. Большое Кару площадью более 400 км², расположенное к северу от Малого, является типичной полупустыней с соответствующей флорой и фауной. В геологическом плане это эрозионная впадина возрастом около 250 млн лет, место, куда текут реки с вершин Большого Уступа. По направлению рек различают два бассейна — западный и восточный, первый из которых длиной 225 км и шириной 80 км, второй длиной 480 км и шириной 130—80 км. Среднее количество выпадаемых осадков постепенно снижается с востока на запад — от 400 мм на восточной границе до 100 мм на западной. Средняя высота Большого Кару 450—750 м над уровнем моря. Верхнее Кару обычно рассматривается как составная часть южно-африканского плоскогорья, представляет собой плато на высоте 1000—1300 м между рекой Оранжевой и Большим Уступом.

## Галерея

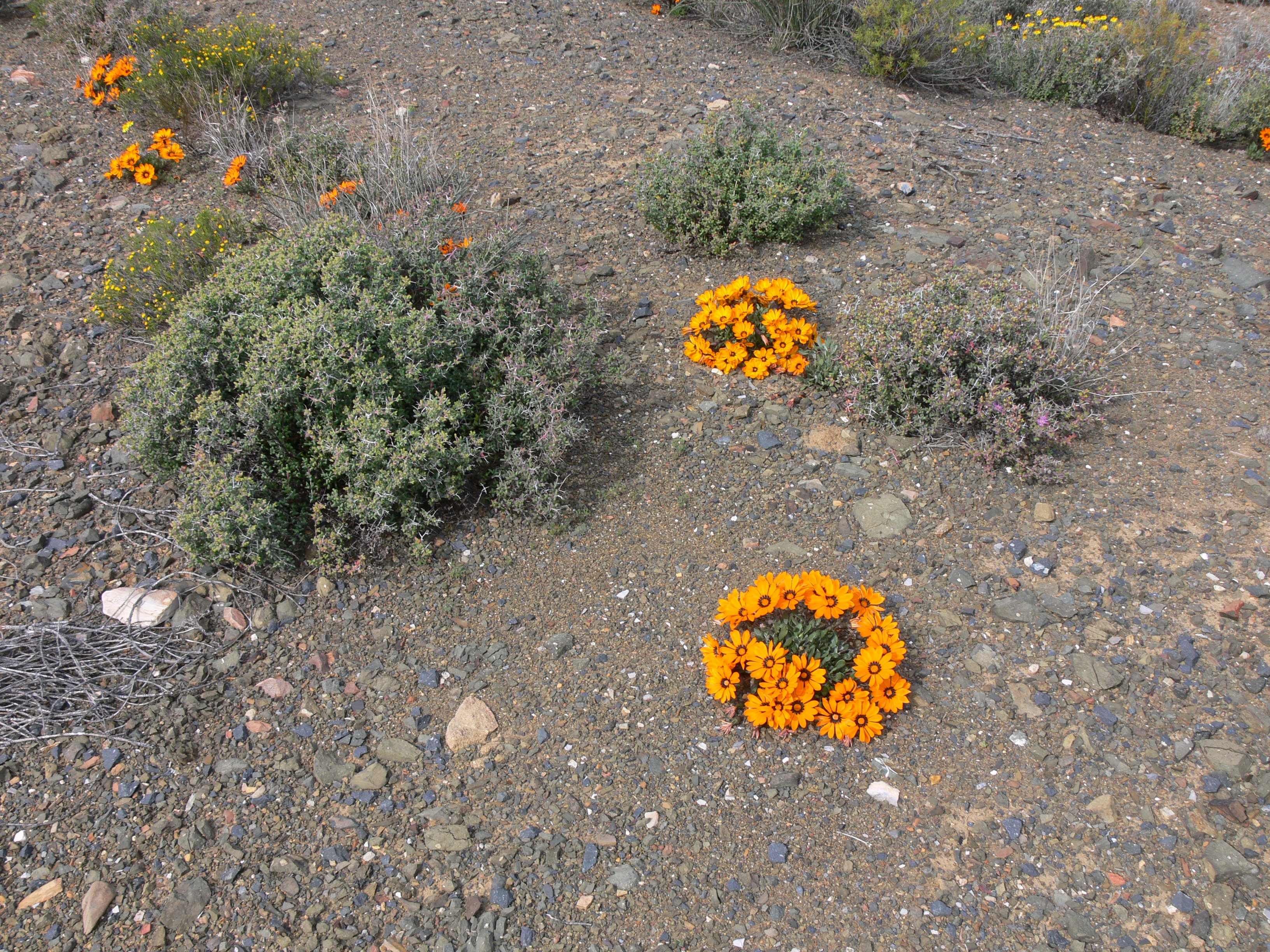
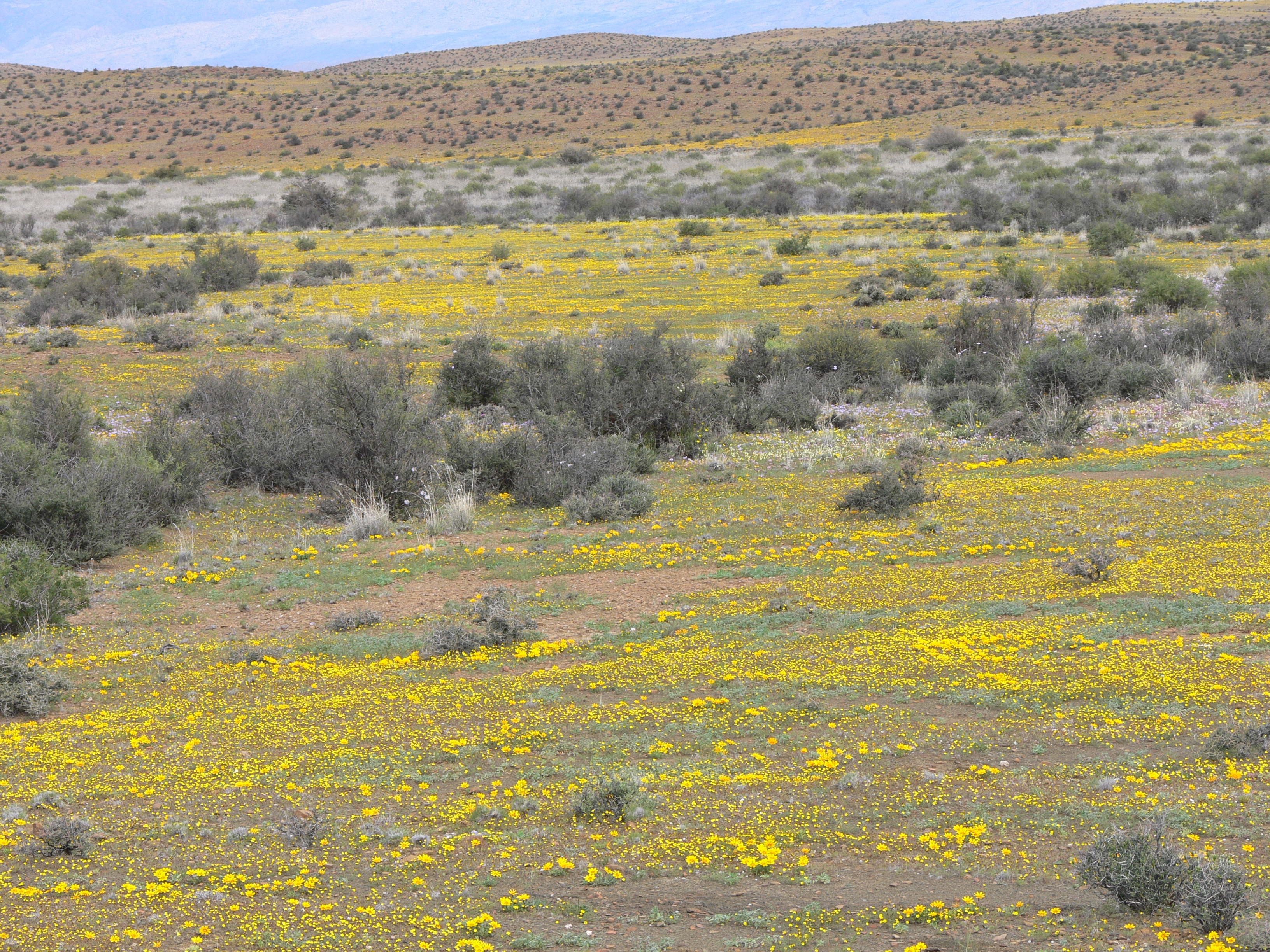
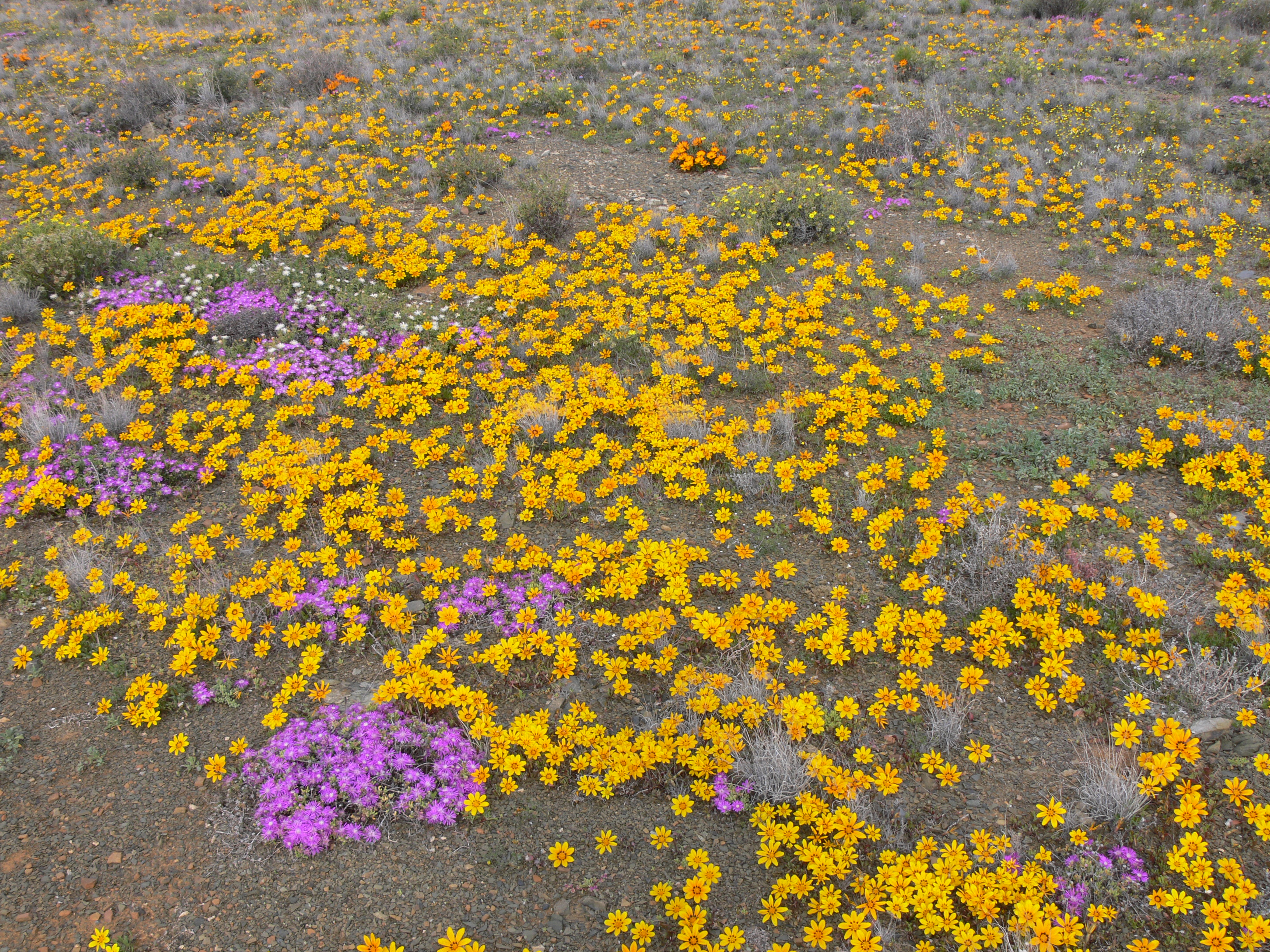
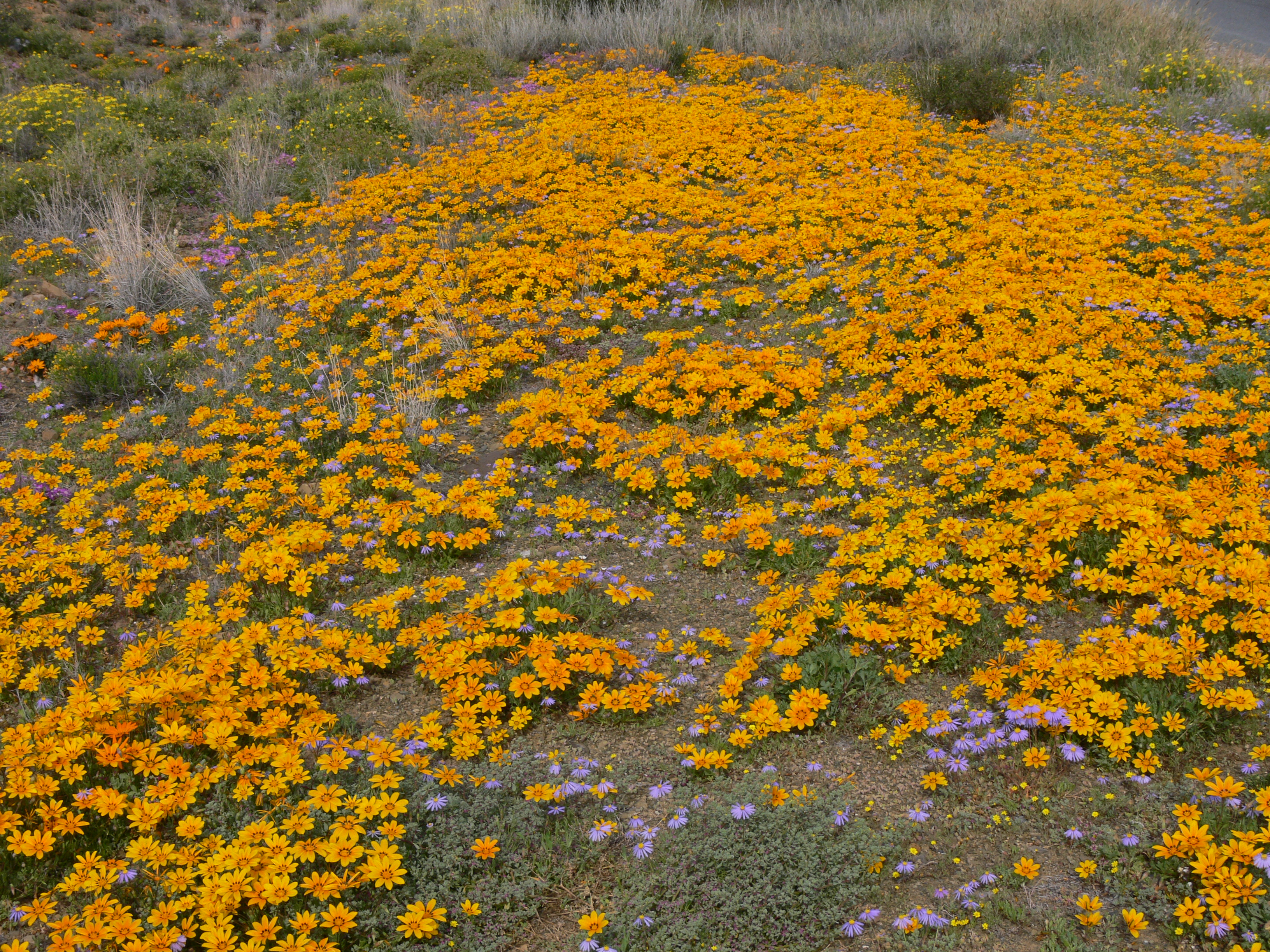
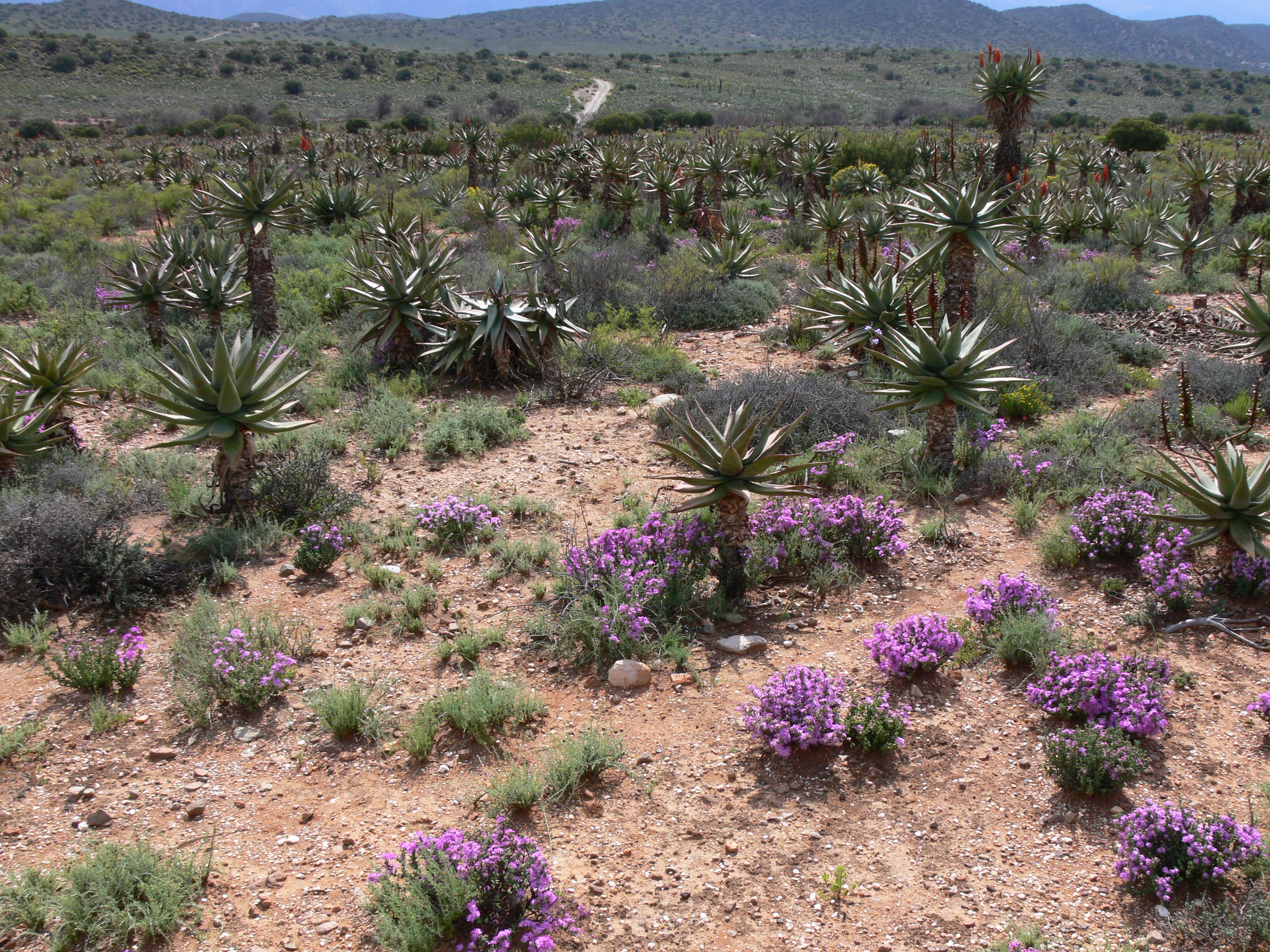
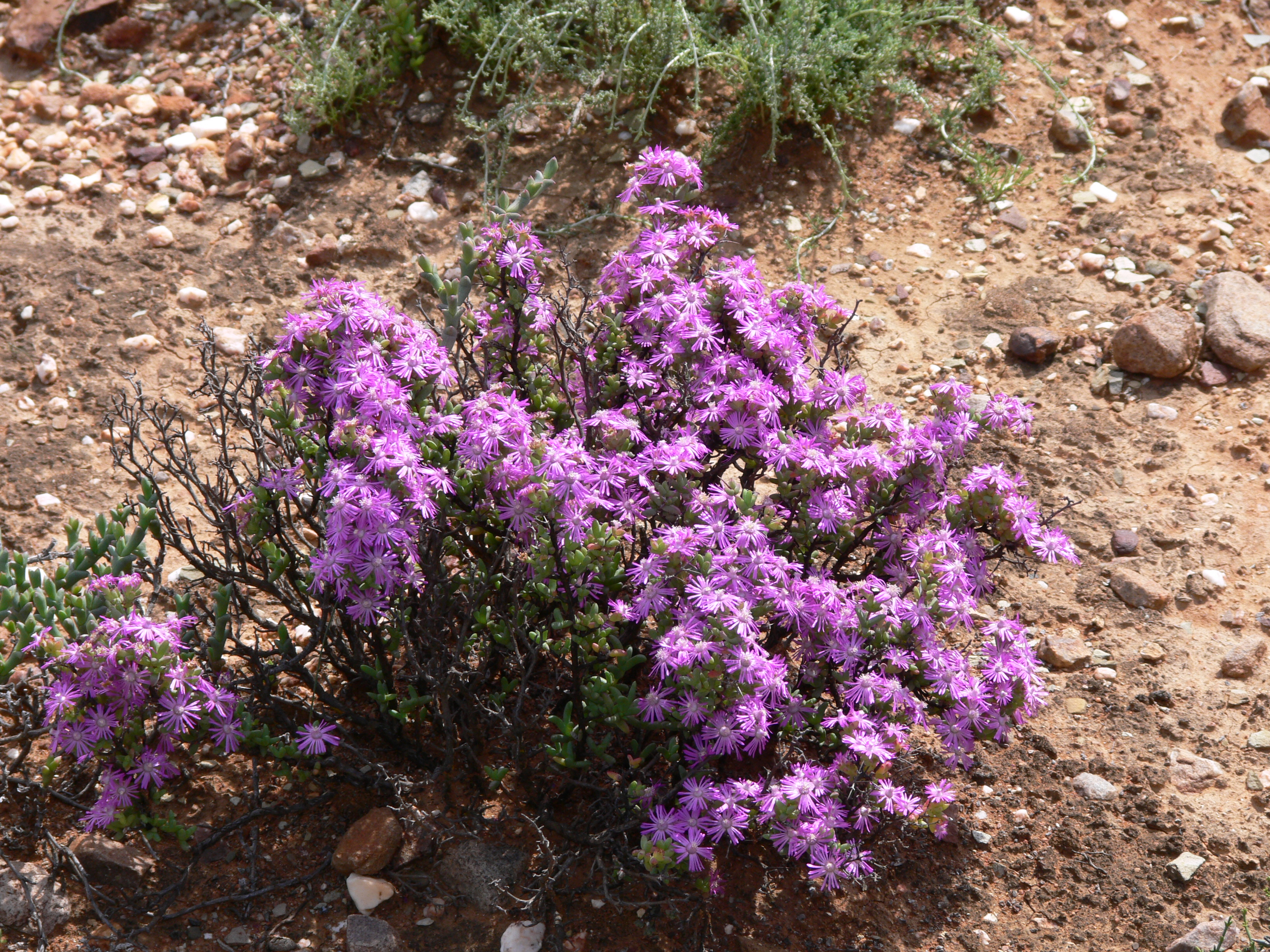
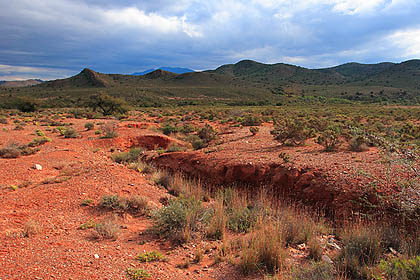

## См. Также
- Биомы Южной Африки